# Gerolzhofen
Gerolzhofen è una città tedesca situata nella parte nord-occidentale dello stato della Baviera.
La città è situata nel distretto governativo della Bassa Franconia vicino al fiume Meno.
Già nota fra gli anni 750 e 795 (Lettera del monastero di Fulda), ha ottenuto nell´anno 1345 il titolo di città. Inizialmente distretto autonomo, nel 1972 si decide la sua annessione al distretto di Schweinfurt.

## Attrazioni turistiche
Fra le principali attrazioni: 
- Geomaris , stazione balneare
- Geomed-Klinik , Ospedale generale con reparti di Medicina, Chirurgia, Ortopedia e Otorinolaringoiatria
- Steigerwald-Dom, cattedrale, situata nella piazza principale (Marktplatz)
- Steigerwald Stadion, stadio con 6000 posti
- Kartbahn , pista dei Go-Kart
- Stadtmuseum, Museo della città
- Modellflugplatz, pista di aeromodelli
- Geodrom  Archiviato il 5 giugno 2013 in Internet Archive., locale di concerti e discoteca.

## Eventi principali
- Frühlingsfest, festa della primavera (marzo)
- Spargel- und Weinmarkt, festa degli asparagi e del vino (aprile)
- Weinfest, festa del vino. È la festa all´aperto più grande della Bassa Franconia.
- Herbstfest, festa dell´autunno (ottobre)

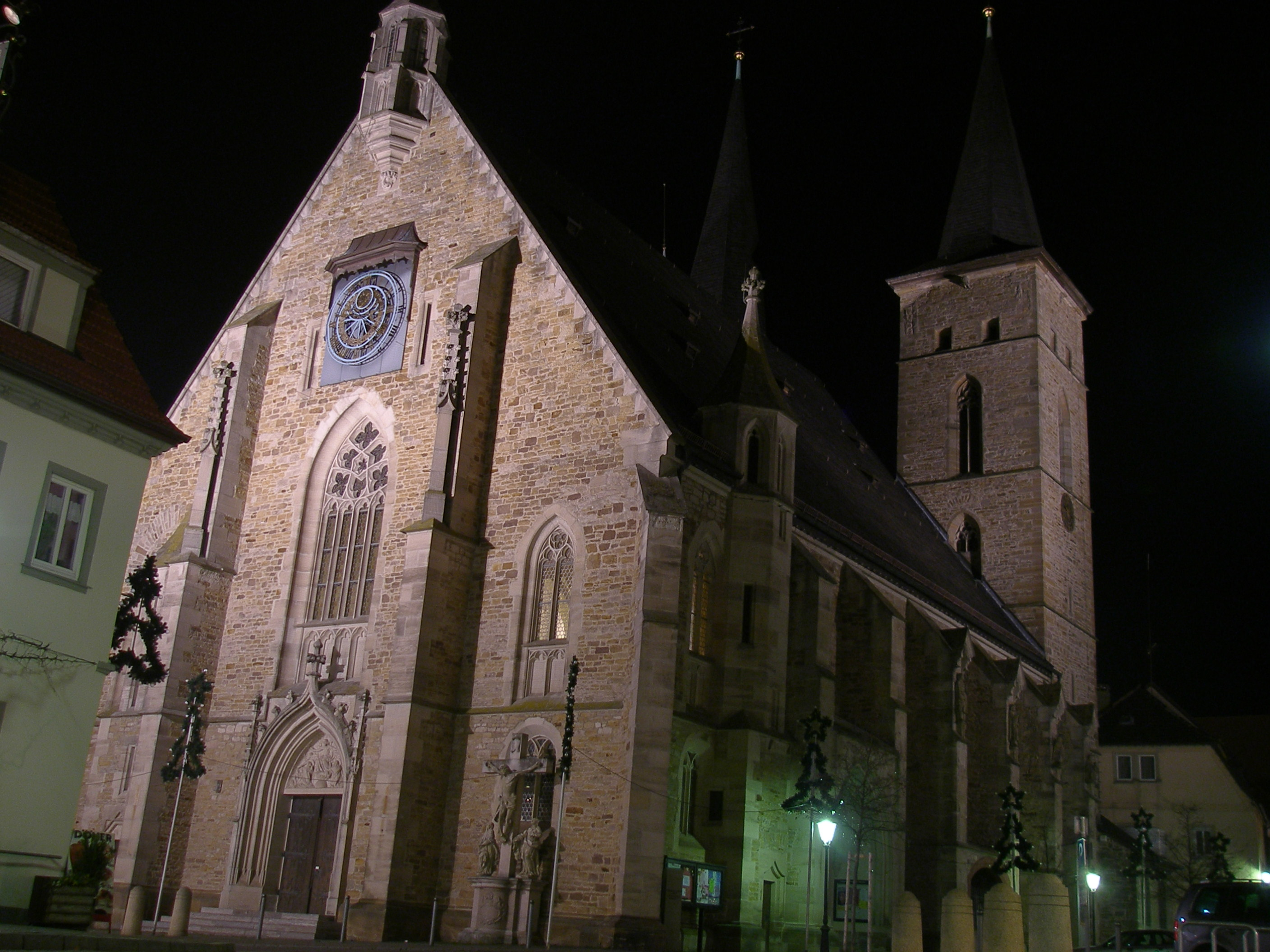
Duomo sulla piazza del mercato

- Adventsmarkt, mercatino di avvento

## Amministrazione

### Gemellaggi
Gerozhofen è gemellata con:
- Mamers
- Sé
- Elek
- Rodewisch
- Scarlino
- Gavorrano
- Langenhagen
- Wielka Wieś
- De Lier
- Sankt Oswald-Riedlhütte